# Diógenes Domínguez
Diógenes Domínguez (* 1902; † unbekannt) war ein paraguayischer Fußballspieler, der bei der Fußball-Weltmeisterschaft 1930 in Uruguay zum Kader der paraguayischen Nationalmannschaft gehörte. Er spielte auf der Position des Stürmers.

## Karriere

### Verein
Domínguez spielte auf Vereinsebene 1929 für den Club Olimpia und 1930 für Sportivo Luqueño. Weitere Vereinsdaten sind nicht bekannt.

### Nationalmannschaft
Domínguez debütierte beim Campeonato Sudamericano 1926 für Paraguay, nachdem er beim Campeonato Sudamericano 1925 im Kader gestanden hatte, aber ohne Einsatz geblieben war. Ein großartiges Turnier spielte er beim Campeonato Sudamericano 1929, als er seinem Team mit drei Treffern zum zweiten Platz verhalf. Im Folgejahr wurde für die erste Fußball-Weltmeisterschaft 1930 in Uruguay in das paraguayische Aufgebot berufen. Beim Turnier kam er beim zweiten Gruppenspiel gegen Belgien zum Einsatz, das Paraguay mit 1:0 gewann.

## Erfolge
Club Olimpia
- Paraguayischer Meister: 1929